# Jonathan Píriz
Jonathan Alberto Píriz (Montevideo, Uruguay, 2 de octubre de 1986) es un futbolista uruguayo. Juega de defensa central o lateral por izquierda y su actual equipo es La Luz Fútbol Club de la Segunda División Profesional de Uruguay.

## Clubes
| Club               | País    | Año           |
| ------------------ | ------- | ------------- |
| Progreso           | Uruguay | 2007 - 2008   |
| Peñarol            | Uruguay | 2008 - 2009   |
| Fénix              | Uruguay | 2009 - 2013   |
| UTC                | Perú    | 2013          |
| Nacional           | Uruguay | 2014          |
| Rampla Juniors     | Uruguay | 2014          |
| Rentistas          | Uruguay | 2015          |
| Cerro              | Uruguay | 2016          |
| Liverpool          | Uruguay | 2016 - 2017   |
| IASA               | Uruguay | 2018          |
| Villa Española     | Uruguay | 2019          |
| Central Español FC | Uruguay | 2020-presente |